# Palazzo Caetani (Roma)
Palazzo Caetani, noto anche come Palazzo Mattei Caetani, già Palazzo di Alessandro Mattei e Palazzo Mattei alle Botteghe Oscure, è un edificio storico di Roma, situato in via delle Botteghe Oscure, nel rione Sant'Angelo, e parte del complesso di residenze nobiliari noto come Insula Mattei. Fatto costruire da Alessandro Mattei tra il 1545 e il 1564, il palazzo acquisì la sua denominazione attuale nel 1776, quando fu acquistato dalla famiglia Caetani. È attualmente sede dell'ambasciata del Brasile presso la Santa Sede, della Fondazione Camillo Caetani, di alcuni uffici della Fondazione Roffredo Caetani e della Delegazione FAI di Roma.

## Storia

### Architetto
A tutt'oggi non c'è un consenso definitivo su chi abbia progettato e diretto l'opera di costruzione del palazzo. Diverse fonti riportano come architetto il toscano Bartolomeo Ammannati, ma la loro affidabilità è stata messa di recente in dubbio. Alcuni hanno proposto il nome di Claudio Lippi, ma anche questo suggerimento trova pochi riscontri. Giovanni Baglione parla di un contributo di Jacopo Barozzi da Vignola, ma non è chiaro se egli fosse coinvolto anche nella progettazione. L'ipotesi oggi ritenuta più probabile è quella che vede nelle vesti di architetto il fiorentino Nanni di Baccio Bigio, il cui lavoro sarebbe poi stato portato avanti dal figlio Annibale.

### Costruzione
Palazzo Caetani fu la prima struttura ad essere costruita con impianto compiutamente "palaziale" tra le case dell’Insula Mattei. I lavori per la costruzione del palazzo furono avviati negli anni '40 del Cinquecento, probabilmente nel 1545, e si protrassero fino al 1564. La decorazione degli ambienti interni ebbe inizio già negli anni '50 e fu affidata ai fratelli Taddeo e Federico Zuccari, con l'aiuto, forse, di Giovanni De Vecchi (il loro lavoro si conserva tuttavia oggi solo in due stanze). Alla morte di Alessandro Mattei nel 1565, la proprietà del palazzo passò al suo primogenito, Ciriaco, al quale si deve l'apertura della seconda fila di finestre quadrate del primo piano. Fu tuttavia il fratello di quest'ultimo, il cardinale Girolamo, a portare avanti i lavori di decorazione, chiamando diversi tra gli artisti più importanti dell'epoca a completare i cicli di affreschi e gli altri ornamenti: un gruppo di pittori, tra cui Paris Nogari, Antonio Viviani e, soprattutto, Paul Bril, completò la decorazione del salone principale; Cristoforo Roncalli, con i suoi allievi Giuseppe Agellio e Alessandro Presciati, affrescò la cappella e l'anticappella, mentre Ambrogio Bonvicino si occupò degli stucchi; Pietro Paolo Olivieri progettò il soffitto ligneo, poi realizzato dai falegnami Giovanni Volpetta da Castiglione e Carlo Nuti e dagli indoratori Andrea da Caragnano e Michelangelo Amici. L'opera decorativa ebbe termine nel febbraio del 1601, se si esclude un secondo intervento del Roncalli intorno al 1610.

### La proprietà Mattei

La Cena in Emmaus, uno dei dipinti commissionati al Caravaggio per arredare il palazzo

Tra il 1601 e il 1602, il palazzo ospitò il Caravaggio, su invito di Ciriaco e Asdrubale Mattei, che gli commissionarono diverse opere da esporre nella residenza di famiglia, tra cui la Cena in Emmaus, il San Giovanni Battista e la Cattura di Cristo. Nessuna di esse, tuttavia, rimane oggi nella collezione del palazzo.
Agli anni '10 del Seicento risale il primo ampliamento del palazzo, ossia l'aggiunta delle stalle e delle rimesse nell'angolo sud-est, lungo l'odierna via Caetani, che vennero poi ampliate nel resto del secolo, sia con espansioni che con l'aggiunta di piani superiori, fino a costituire l'attuale galleria di collegamento con Palazzo Mattei di Giove.
Nel 1614, alla morte di Ciriaco, la proprietà passò al suo primogenito, Giovanni Battista, che a sua volta la lasciò in eredità al fratello, monsignor Alessandro Mattei, nel 1624; quest'ultimo preferì tuttavia cedere la proprietà a suo zio Asdrubale, in cambio di una ricca rendita. Asdrubale, che già aveva due residenze (Palazzo Mattei di Giove e Villa Celimontana), decise di dare in affitto il palazzo a Orazio Magalotti dal 1632 al 1638, anno di morte di Asdrubale. Gli subentrò il figlio Girolamo, che lo diede nuovamente in affitto dal 1638 al 1641 al monsignor Ottavio Corsini per poi venderlo, l'anno dopo, ai fratelli Giuseppe e Marzio Ginnetti per 24.000 scudi. La vendita fu resa necessaria dalla situazione di forte indebitamento in cui si trovava la famiglia Mattei; l'accordo di vendita, tuttavia, fu firmato cum pacto redimendi, cioè con una clausola che prevedeva il diritto di riacquisto da parte del vecchio proprietario, che Girolamo esercitò trent'anni dopo, nel settembre 1673. I Ginnetti vi rimasero tuttavia in affitto fino al 1682. Durante la loro permanenza, i Ginnetti allargarono il portone d'ingresso per permettere il passaggio delle carrozze e chiusero tutti i passaggi che mettevano l'allora Palazzo di Alessandro Mattei in comunicazione con il vicino Palazzo Mattei di Giove.

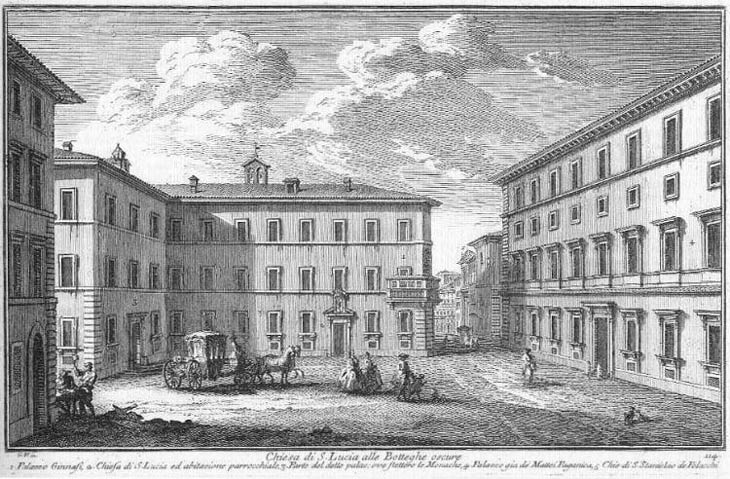
Piazza di Santa Lucia alle Botteghe Oscure in un'incisione del 1756 (si può notare sulla destra la facciata di Palazzo Mattei Caetani come appariva all'epoca)

### Le cessioni e la disputa sulla proprietà
Per ripianare i molti debiti accumulati dalla famiglia, Eugenia Spada, vedova di Girolamo, in qualità di tutrice del figlio Alessandro, vendette il palazzo alle Botteghe Oscure al cardinale Giovanni Francesco Negroni nel 1682, per la cifra di 32.500 scudi. Alessandro, tuttavia, considerò la vendita illecita e fraudolenta e, raggiunta la maggiore età, provò a rivendicare, seppur con scarso successo, la proprietà dell'immobile.
Alla morte del Negroni, il palazzo fu ereditato da suo nipote, il cardinale Giovanni Battista Spinola, e alla morte di quest'ultimo, nel 1752, gli eredi lo vendettero a Giuseppe Maria Durazzo. Nel 1760 il palazzo fu acquistato dal cardinale Fabrizio Serbelloni, il quale, desideroso di porre fine al contenzioso con la famiglia Mattei, che considerava illegittimi tutti i numerosi passaggi di proprietà, versò agli eredi di Alessandro un indennizzo di 2500 scudi.

### La proprietà Caetani
Ereditato da Giovanni Battista Serbelloni, il palazzo venne acquistato nel 1776, per la somma di 39.500 scudi, da Francesco Caetani, duca di Sermoneta e principe di Teano. Il Caetani avviò una serie di interventi di rinnovamento degli ambienti interni sotto la guida di Antonio Cavallucci, autore della maggior parte della decorazione settecentesca. Nel corso degli anni, Francesco raccolse nel palazzo una cospicua collezione di opere pittoriche di vari artisti dell'epoca, tra cui Pompeo Batoni, Anton Raphael Mengs e Angelica Kauffmann, mentre suo fratello Onorato si dedicò alla creazione di una vasta biblioteca e di una raccolta di lettere, pubblicazioni e documenti oggi nota come Fondo Onorato Caetani, che costituì la base dell'attuale Archivio Caetani.
Nel 1778, il duca Caetani fece installare sul tetto del palazzo un osservatorio astronomico e meteorologico, il primo del suo genere a Roma; contribuirono alla sua realizzazione il fratello Onorato, il direttore dell'osservatorio di Santa Maria sopra Minerva Giovanni Battista Audiffredi, l'astronomo e matematico Ruggero Giuseppe Boscovich e il professore dell'Università di Pisa Giuseppe Antonio Slop. La direzione fu affidata dapprima all'abate Luigi De Cesaris per passare poi all'astronomo Atanasio Cavalli. In breve tempo, l'osservatorio Caetani divenne il più importante della città e, a partire dal 1785, sotto la direzione del portoghese Eusebio da Veiga, pubblicò un regolare bollettino dal titolo Effemeridi astronomiche calcolate al mezzogiorno tempo vero nel meridiano di Roma ad uso della Specola Caetani. Sotto la successiva direzione di Feliciano Scarpellini, all'osservatorio venne aggregata l'Accademia di studi fisicomatematici, la quale, dopo l'occupazione francese di Roma, trasferirà la sua sede presso lo stesso Palazzo Caetani, divenendo nota come Accademia Caetani. Questa accademia, che mantenne la propria sede presso il palazzo fino al 1807, giocherà un ruolo fondamentale nella successiva rinascita dell'Accademia dei Lincei.
Alla fine del XIX secolo, fu la residenza, tra gli altri, del principe Onorato Caetani, sindaco di Roma e ministro degli esteri del Regno d'Italia.
Negli anni '30, il palazzo fu risparmiato dalle demolizioni mussoliniane che interessarono invece gli edifici sull'altro lato di via delle Botteghe Oscure.
Nel 1956, Roffredo Caetani e sua moglie Marguerite vi fondano la Fondazione Camillo Caetani (che attualmente detiene la proprietà dell'edificio), un'associazione finalizzata alla conservazione e valorizzazione del patrimonio archivistico, artistico e librario del palazzo e alla diffusione della cultura umanistica e scientifica. La fondazione è stata anche responsabile fino al 1960 della pubblicazione della rivista letteraria Botteghe Oscure.

## Descrizione
Palazzo Caetani presenta una pianta sostanzialmente rettangolare, con una corte quadrata nel mezzo alla quale si accede direttamente dal portone principale; alle spalle del palazzo si apre, inoltre, una seconda corte alberata, accessibile da quella principale tramite un portico a tre archi. Il lato nord e quello est si affacciano sull'esterno (rispettivamente su via delle Botteghe Oscure e via Michelangelo Caetani), mentre il lato sud e quello ovest sono contigui con gli altri edifici dell'Insula Mattei (rispettivamente Palazzo Mattei di Giove e Palazzo Mattei di Paganica). Dall'angolo sud-est si diparte una lunga galleria in direzione sud che collega il palazzo alle Botteghe Oscure con l'adiacente Palazzo Mattei di Giove. In altezza, si sviluppa su quattro piani, l'ultimo dei quali, al di sopra della linea del tetto, fu aggiunto in epoca successiva a quella di costruzione.

### Facciata

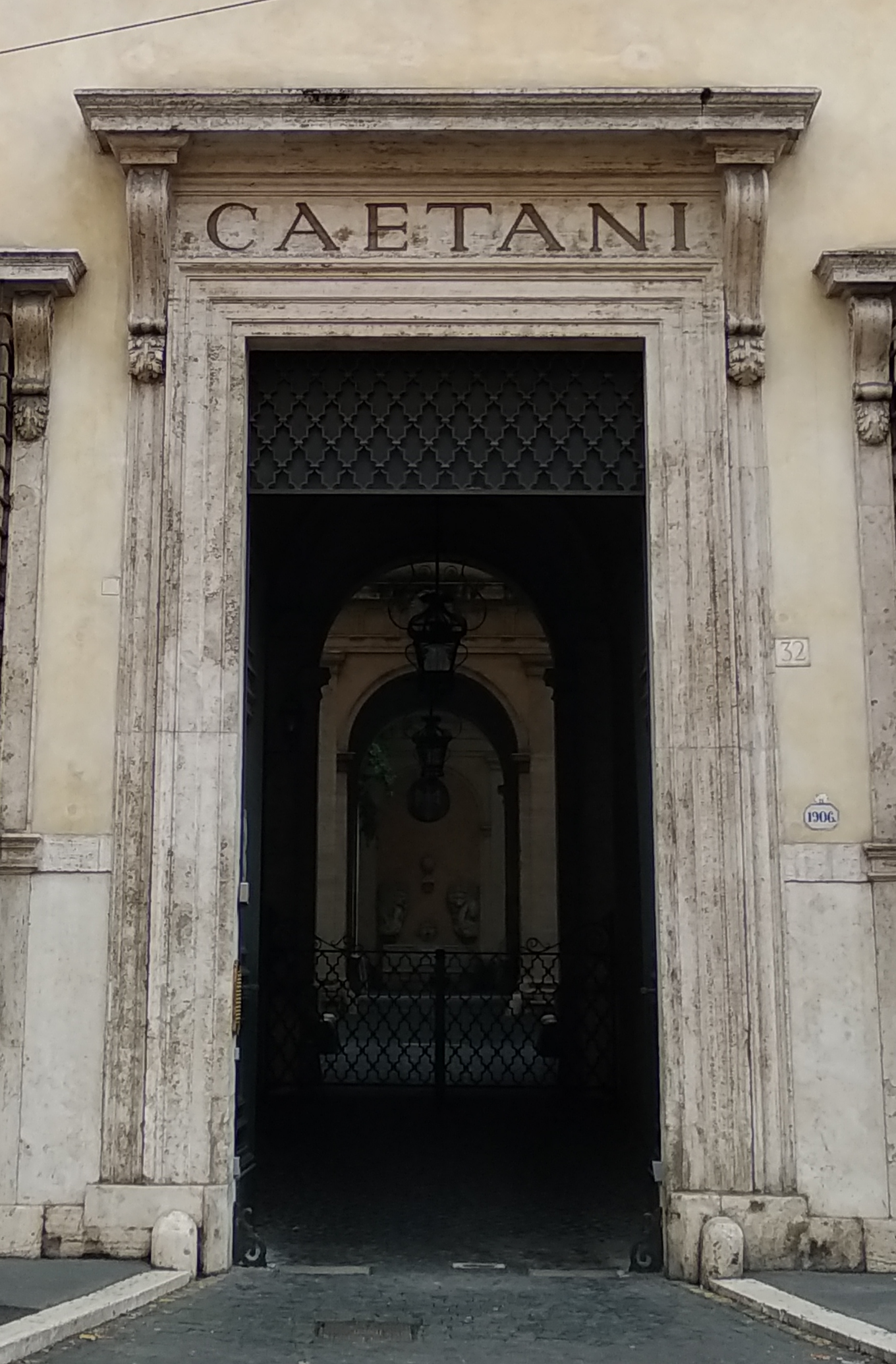
Ingresso del palazzo

La facciata principale ha un impianto simmetrico e armonioso, nel quale le finestre di ciascun piano (nove per fila) si allineano perfettamente con quelle degli altri. L'armonia è rotta solo dal severo portale architravato sovrastato da una mensola in travertino, sotto la quale è inciso in grandi lettere maiuscole il nome della famiglia proprietaria (in origine vi era inciso Alexander Mattheius, nome latino del committente e primo proprietario). Nella parte inferiore, adiacente al marciapiede, la facciata è decorata da una serie di lastre in travertino, interrotte solo dalle aperture delle finestrelle con inferriata del piano seminterrato. Sopra di esse, si aprono le finestre del piano terra, inquadrate da una cornice in travertino mensolata sia nella parte inferiore che in quella superiore e anch'esse protette da inferriate.
Più in alto la monotonia cromatica dell'intonaco è interrotta da una fascia in travertino decorata con motivi ad onde che corre lungo tutta la lunghezza della facciata. Al di sopra, delle decorazioni in mattoni a vista fungono da sostegno per il davanzale delle finestre del primo piano, anch'esse incorniciate in travertino e mensolate nella parte superiore. Sopra di esse si apre una fila di finestrelle quadrate con una cornice molto più semplice; a differenza delle altre finestre, queste non indicano la presenza di un ulteriore piano, ma si aprono ancora sulle alte sale del primo piano.
Più su, la continuità dell'intonaco è nuovamente interrotta da una seconda fascia di blocchi di travertino che funge da davanzale per le finestre del terzo piano, le quali, come le finestrelle quadrate sottostanti, sono inquadrate da una cornice molto meno elaborata.

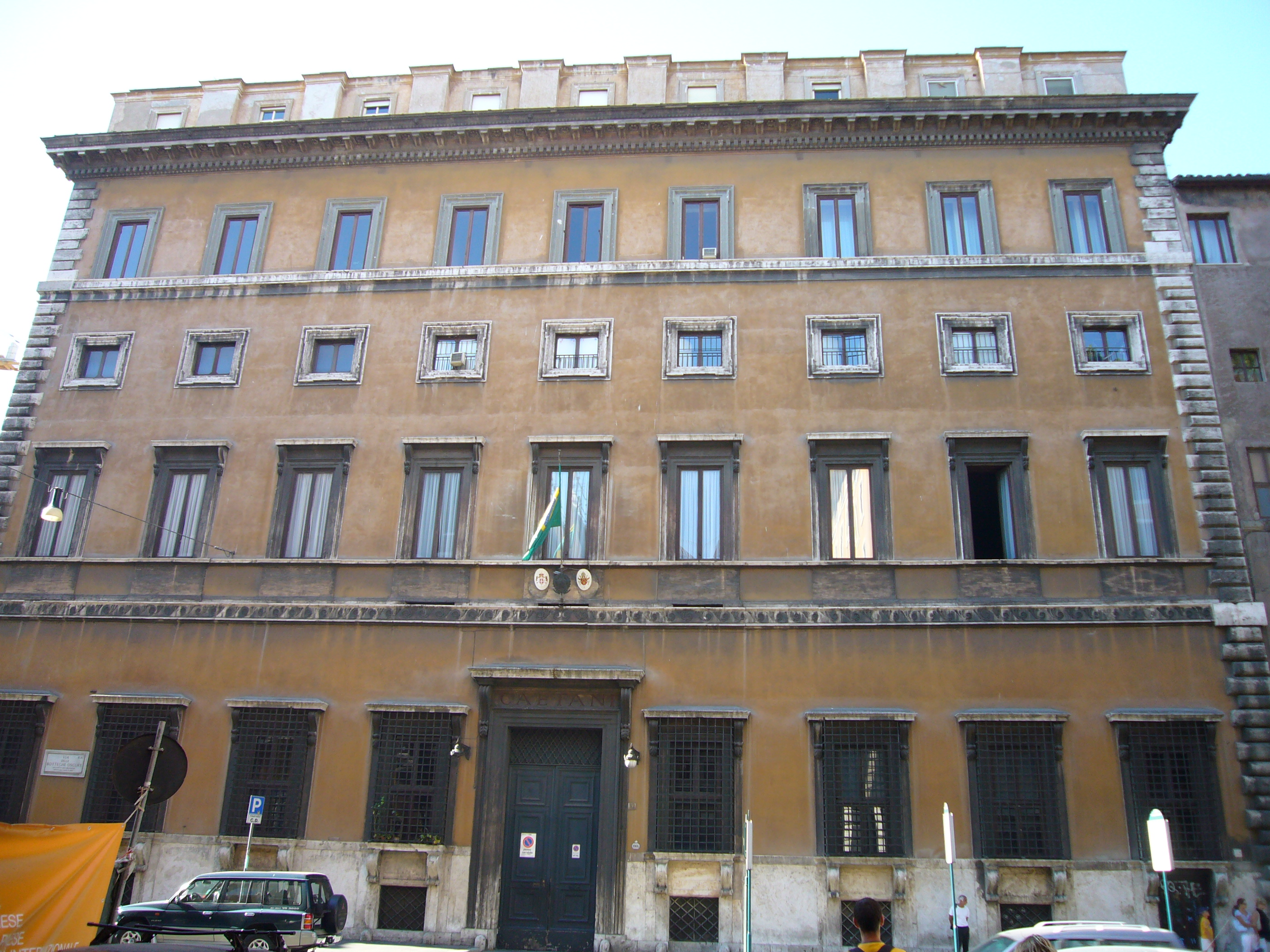
Facciata del palazzo come appariva prima del restauro del 2013

La facciata è delimitata da entrambi i lati da un bugnato in travertino che decora gli spigoli dell'edificio, mentre in alto è coronata da un cornicione a mensole in travertino e stucco finemente decorato con volute, motivi floreali e bocche di leone (che un tempo facevano da sfogo del sistema di grondaie del tetto).
La facciata laterale che dà su via Michelangelo Caetani, sebbene più corta, presenta caratteristiche del tutto analoghe.
Nel corso degli anni, l'inquinamento atmosferico prodotto dalle automobili di passaggio sulla via antistante ha portato alla formazione di una spessa crosta di smog che aveva profondamente alterato i colori e l'aspetto della facciata dell'edificio. Una serie di interventi di restauro, terminati nel 2013, ha restituito al palazzo il suo aspetto originale.

### Primo piano
Il primo piano, o piano nobile, attualmente occupato dall'ambasciata brasiliana, è composto da vari ambienti, tra i quali:
- la Galleria d'ingresso[3]
- il Salone Mattei[3]
- la Sala degli Arazzi[3]
- la Sala Diana[3]
- la cappella con l'anticappella[3]
- la camera degli ospiti[3]
- la Sala da Pranzo (con annesso terrazzo)[3]
- la Sala dell'Aurora[13]
- la Sala Luigi XVI[10]

#### Salone Mattei

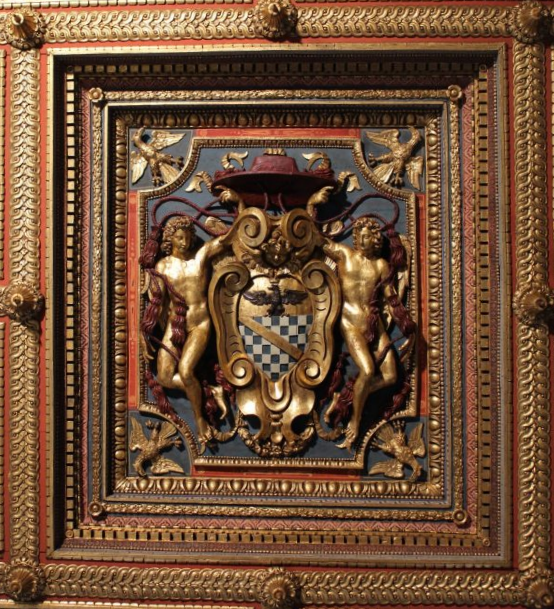
Stemma cardinalizio di Girolamo Mattei sul soffitto del salone

Il salone del piano nobile, fatto decorare dal cardinale Girolamo Mattei, costituisce non solo lo spazio più importante dal punto di vista delle dimensioni e della destinazione ad ambiente di rappresentanza, ma anche il culmine della decorazione tardomanieristica del palazzo. Il primo intervento voluto dal cardinale all’interno del salone, a partire dall’autunno 1598, fu la costruzione del ricchissimo soffitto ligneo: un’armoniosa intelaiatura progettata dallo scultore Pietro Paolo Olivieri in cui si inseriscono lacunari in rosso, azzurro e oro cosparsi dalle onnipresenti insegne della famiglia Mattei; al centro, ad altorilievo, si staglia lo stemma del cardinale Mattei sorretto da due figure maschili d'oro.
La decorazione del salone, invece, si inserisce nella corrente artistica che caratterizza gli impianti decorativi di molti altri palazzi della Roma di fine Cinquecento, la quale, nello spirito della Controriforma, combina immagini profane e celebrative con temi e allegorie cristiane che forniscono una chiave di lettura in senso morale. Tuttavia nel fregio del salone Mattei vi è una profonda asimmetria tra i due elementi in favore della componente edonistica e paesaggistica: le allegorie religiose sono limitate allo spazio ristretto dei finti plinti architettonici che separano i riquadri che incorniciano i paesaggi, mentre questi ultimi con le loro ingenti dimensioni dilagano e acquistano ampiezza e un protagonismo fino ad allora inusitati in apparati ornamentali di tale genere. Non a caso il cardinale Mattei ingaggiò per realizzarli, nel maggio 1599, il fiammingo Paul Bril, il più famoso pittore di paesaggi attivo a Roma nel tardo Cinquecento.
Mentre è evidente l’uniformità stilistica dovuta al Bril per tutti i paesaggi del fregio sulle pareti e anche per quelli, piccoli e mirabili, incastonati tra le grottesche di gusto tardorinascimentale che ornano le imbotti delle finestre sia inferiori che superiori, è altrettanto evidente la disparità stilistica e qualitativa che caratterizza le varie figure allegoriche e i sottostanti fregi con putti, realizzati da un numero non precisato di artisti. In essi l'elemento architettonico dipinto assume un ruolo preponderante: nella parte superiore coppie di colonne tortili ed erme femminili evidenziano gli angoli tra le pareti, mentre cornici in finto marmo giallo antico finemente cesellate e sormontate dallo stemma di famiglia delimitano i paesaggi. Davanti ad esse trovano posto, sedute o stanti, le varie figure allegoriche femminili: la Prudenza e la Fortezza sulla parete est, la Castità, l'Autorità e la Dignità sulla parete sud, l'Ortodossia e la Sacra Scelta sulla parete ovest, la Temperanza, la Fede, la Speranza, la Carità e la Religione sulla parete nord. Tra le allegorie della parete est, inoltre, si possono vedere due angeli che sostengono una cartella ovale contenente un affresco in grisaille raffigurante la Giustizia e la Pace, ma che un tempo doveva contenere le insegne del cardinale Girolamo Mattei.
Nella parte inferiore, invece, la cui generale simmetria è sottilmente variata in ogni parete a seconda della presenza o meno di finestre, la cornice su cui poggiano le figure è sostenuta da grandi mensole dipinte in prospettiva, tra le quali si aprono spazi animati da giochi e danze di putti che, in maniera scherzosa, riprendono vari temi e modelli classici, come il corteo bacchico, che danzano in costumi esotici, o che, in onore del committente, si contendono il possesso di una mitria vescovile e di un cappello cardinalizio; mentre gli angoli sono occupati da stemmi dei Mattei inquartati con quelli delle famiglie con cui erano imparentati.
Sulla parete affacciante su via Caetani si apriva una volta un grande camino monumentale (fatto in seguito demolire dai nuovi proprietari Caetani per far posto ad un caminetto di più modeste dimensioni) la cui sagoma si può ancora intuire tra le decorazioni del muro.

#### Sala degli Arazzi
Adiacente al Salone Mattei si trova la Sala degli Arazzi. Gli arazzi che la decorano, realizzati dall'artista fiammingo Judocus de Vos nel tardo Seicento o primo Settecento, rappresentano vari avvenimenti della vita di Alessandro Magno. Il soffitto della sala è decorato da un affresco di Taddeo Zuccari, nel quale un finto soffitto a cassettoni in visione prospettica guida l'occhio dello spettatore verso un riquadro centrale in cui è rappresentato il matrimonio tra Alessandro e Rossane.
Originariamente, la sala era decorata con altri quattro episodi della vita di Alessandro Magno, dipinti entro ottagoni, sempre realizzati dallo Zuccari; essi, tuttavia, furono in seguito staccati dalle pareti e si trovano ora esposti nella Galleria.

#### Cappella
Rispetto alle altre stanze del primo piano, la cappella si presenta come un ambiente allungato di dimensioni molto più modeste. Ciò nonostante, il suo soffitto è finemente decorato: il tema principale della decorazione sono le vite di San Matteo e San Francesco (i due santi patroni della famiglia Mattei), i cui episodi salienti sono rappresentati in cinque affreschi, realizzati dalla scuola del Roncalli, uno per ciascun lato della stanza e uno al centro della volta. In uno degli affreschi, San Francesco che riceve la regola, si può intravedere tra gli astanti anche il volto del committente, il cardinale Girolamo Mattei. Un altro di essi, la Vocazione di San Matteo, fu d'ispirazione per l'omonima opera del Caravaggio, che poté ammirarlo durante il suo soggiorno nel palazzo. Sui lati più lunghi, gli affreschi agiografici sono affiancati da rappresentazioni delle quattro virtù cardinali.
Tra gli affreschi si insinuano gli splendidi stucchi fitomorfi dorati realizzati dal Bonvicino: festoni di fiori e di frutta si arrampicano lungo gli angoli, mentre girali d'acanto alternate a volute ed aquile incorniciano l'affresco centrale.